# Gornje Višnjevice
Gornje Višnjevice – wieś w Bośni i Hercegowinie, w Federacji Bośni i Hercegowiny, w kantonie hercegowińsko-neretwiańskim, w gminie Konjic. W 2013 roku liczyła 87 mieszkańców, z czego większość stanowili Boszniacy.